# Rochester School for the Deaf

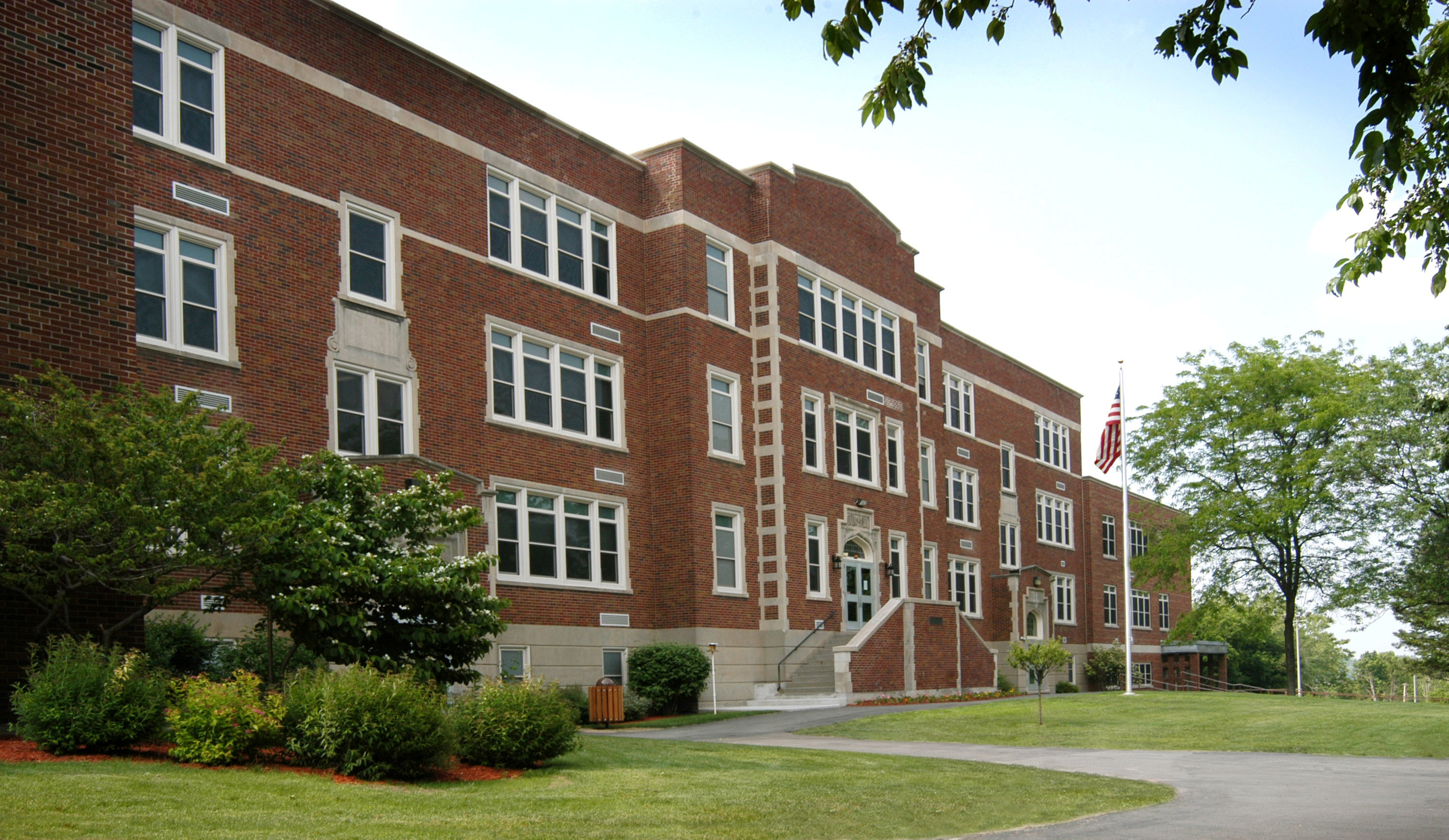
Rochester School for the Deaf, Westervelt Hall (2010)

Die Rochester School for the Deaf (RSD) ist eine private, gebührenfreie Schule für gehörlose und schwerhörige Schüler in Rochester. Sie ist eine der ältesten und angesehensten Schulen für schwerhörige Kinder und ihre Familien in den Vereinigten Staaten und eine von neun Schulen dieser Art im Bundesstaat New York. Sie betreut die zentralen und westlichen Teile des Staates New York und unterrichtet seit 1876 Schüler.
Die Rochester School for the Deaf ist eine integrative, zweisprachige Schule in der gehörlose und schwerhörige Kinder und ihre Familien in einer außerordentlich reichhaltigen Lernumgebung aufblühen.
Der Ansatz der Schule umfasst:
- Bildungsprogramme auf Regents-Niveau des Staates New York;
- Direkte Kommunikation über American Sign Language und Englisch;
- Hochqualifiziertes Lehr- und Hilfspersonal;
- Inklusiver, barrierefreier Ansatz für Lehr- und Lernaktivitäten; und
- Unterstützung für Studierende und ihre Familien durch ein breites Spektrum zugänglicher Dienste.

Das Aufnahmeverfahren für gehörlose und schwerhörige Kinder, die RSD besuchen möchten, folgt den Verfahren des Bildungsministeriums des Staates New York. Familien im Staat New York mit gehörlosen und schwerhörigen Kindern – vom Neugeborenen bis zum Alter von 18 Jahren – können sich jederzeit direkt bei RSD bewerben. Eltern von gehörlosen und schwerhörigen Säuglingen, Kleinkindern und Zweijährigen (Kinder bis 3 Jahre) können beim Frühinterventionsprogramm ihres Bezirks eine Überweisung an RSD beantragen. Familien mit Kindern im Alter von 3 bis 5 Jahren können beim Committee on Preschool Special Education (CPSE) ihres Heimatschulbezirks eine Überweisung an RSD beantragen. Familien mit Kindern im Alter von 5 bis 18 Jahren können beim Committee on Special Education (CSE) ihres Schulbezirks eine Überweisung an RSD beantragen.
Das Personal des RSD-Supportservice führt umfassende Aufnahmeuntersuchungen durch. Dieser Service ist kostenlos und umfasst:
- Bildungs- und Unterrichtsbeobachtung
- Psychologische Beurteilung
- Sprachdiagnostik
- Audiologische Beurteilung
- Sozialgeschichtliche Überprüfung
- Überprüfung der Krankengeschichte
- Berufliche Beurteilung

Die Rochester School for the Deaf ist eine von elf Schulen nach Abschnitt 4201, die per Gesetz zur Ausbildung gehörloser, blinder und schwerbehinderter Schüler des Staates New York gegründet wurden. Jede Schule hat ihren eigenen Vorstand und erhält finanzielle Unterstützung für Betrieb und Programmgestaltung direkt vom Bildungsministerium des Staates New York. Diese elf Schulen bilden die 4201 Schools Association of New York State. Die Mission der Vereinigung besteht darin, die Zukunft der Kinder New Yorks zu verbessern und sich für die Weiterführung spezialisierter Dienstleistungen einzusetzen.

## Geschichte
Die Rochester School for the Deaf wurde 1876 von Mr. und Mrs. Gilman H. Perkins gegründet. Thomas Hopkins Gallaudet war unter anderem Mitglied des Verwaltungsrats.
Bei der Rochester-Methode wird jedes Wort mit dem Fingeralphabet buchstabiert. Diese Methode wird manchmal noch von taubblinden Menschen verwendet.